# Список географічних об'єктів Великого Ляховського острова
|  | Службовий список статей, створений для координації робіт з розвитку теми. Це попередження не встановлюється на інформаційні списки і глосарії. |

Нижче подано повний список усіх географічних об'єктів, що розташовані на острові Великий Ляховський.
Примітки:
- гірські вершини подано за висотою
- озера подано за алфавітом
- річки подано послідовно за годинниковою стрілкою, починаючи з півночі острова; притоки подано послідовно від витоку до гирла основної річки
- миси подано підряд, починаючи з півночі острова

## Гірські вершини
- Емій-Тас — 293 м
- Гавріша-Тас — 226 м
- Хаптагай-Тас — 225 м
- Маркуша-Тас — 203 м
- Хаптагай-Чохчур (гора) — 185 м
- Санников-Тага — 164 м
- Тарська гора — 163 м
- Коврижка (гора)
- Усук-Хая — 141 м (височина)
- Малакатин-Чокур — 133 м
- Бассича — 105 м (височина Усук-Хая)
- Велика Ванькина гора — 101 м
- Чаллах-Хая — 97 м
- Меркурія гора — 63 м

## Озера
- Іккі-Кюєль (озера)
- Кегелях-Кюєльлере (озера)
- Мар-Кюєль
- Тьогюрюк-Кюєль
- Тюерт-Кюєле
- Хастир-Кюєль (озера)
- Частне
- Чугас-Кюєль

## Річки

### Море Лаптєвих
- Хастир
  - Чугас-Юрус
  - Мар-Юрях
  - Аян-Юрях (притока Хастиру)
    - Хангас-Аян-Юрях
- Блудна річка
  - Зигзаг (річка)
  - Отон-Кюельлях
  - Хоту-Юрях
  - Коврижка (річка)
  - Велика Тундрова річка
  - Мала Блудна річка
  - Повна річка
    - Кривий струмок

  - Кюєль-Юрях

### Протока Етерікан
- Ванькина річка
- Тарська річка

### Протока Санникова
- Мала Кутта
- Тохтубут
- Урасалах
- Али-Юрях
- Федір-Юрях
- Хонорбот
- Великий Етерікан
  - Кюнкюстях
  - Хаптагай-Чохчур (річка)
  - Атиркан
  - Субурга-Юрях
  - Устугастах
    - Халан-Юрях
    - Килгас-Юрях
    - Кутурук
    - Усук-Хая-Юряге

  - Алин-Усук-Хая-Юряге
  - Бютей-Юрях
  - Уогурлах
  - Малий Етерікан
    - Біла Ніч (річка)
    - Північне Сяйво (річка)
    - Мамонтова Рассоха
      - Мала Мамонтова Рассоха

    - Бисситах-Юрях
      - Мала Бисситах-Юрях
- Тулуктах
- Орто-Юрях (річка)
  - Сквозна Долина
  - Болотна (притока Орто-Юряху)
  - Обратний струмок
- Усук-Юрях
  - Чюемпелях
  - Віска
  - Сарсин
- Тірех-Юрях

### Протока Дмитра Лаптєва
- Шалаурова річка
- Харакан
- Малий Харакан
- Великий Харакан
- Нерпалах
  - Кілегір
  - Бирдахтах
  - Лівий Нерпалах
  - Правий Нерпалах
- Димна річка
  - Туманний струмок
- Бичагай
  - В'южний струмок
- Велика Ванькина річка
  - Чаллах
  - Хаптагай-Тас-Юрус
  - Уоллах
- Зимов'є
  - Ветансяпий
- Ийси
- Малакатин (річка)

## Миси
- Малий Ванькин мис
- Береговий мис
- Орто-Юрях (мис)
- Шалаурова мис
- Бурус-Тас
- Кігілях (мис)
- Вагіна мис
- Великий Ванькин мис

## Мілина
- Боруога

## Затоки
- Шоста затока
- Малакатин (затока)

## Півострів
- Кігілях (півострів)

## Берег
- Захар-Сіс

| Росія | Це незавершена стаття з географії Росії. Ви можете допомогти проєкту, виправивши або дописавши її. |